# Pseudogergithus coccinelloides
Pseudogergithus coccinelloides är en insektsart som beskrevs av Schmidt 1912. Pseudogergithus coccinelloides ingår i släktet Pseudogergithus och familjen sköldstritar. Inga underarter finns listade i Catalogue of Life.